# Gordon Cummins
Gordon Frederick Cummins (Reino Unido, 1914 - 25 de junio de 1942), conocido como Blackout Killer, fue un asesino en serie que asesinó cuatro mujeres en Londres en 1942. Tiene etiquetas con Jack el Destripador porque ambos asesinos mutilaron a sus víctimas.

## Antecedentes
Cummins nació en York a finales de 1913 o principios de 1914. Se casó con una secretaria de un productor de teatro en 1936. Era un líder de Royal Air Force donde recibió el apodo El Conde, debido a sus pretensiones de tener noble herencia.

## Víctimas
Durante seis días en febrero de 1942, Cummins se aprovechó del apagón de Londres para asesinar cuatro mujeres y tratar de asesinar a dos. Mutiló los cuerpos de tres de sus víctimas.

### Evelyn Hamilton
El domingo 9 de febrero de 1942, el cuerpo de la farmacéutica de 40 años llamada Evelyn Hamilton fue encontrada en un refugio antiaéreo en Montagu Place en Marylebone. Había sido estrangulada y su bolso había sido robado.

### Evelyn Oatley
El lunes 10 de febrero, el cuerpo desnudo de una chica de 35 años de edad de Evelyn Oatley (también conocida como Nita Ward) fue descubierto en su apartamento en Wardour Street. También había sido estrangulada, su garganta había sido cortada y había sido mutilada sexualmente con un abrelatas. Las huellas dactilares encontradas en el abrelatas confirmaron que el estrangulador era zurdo.

### Margaret Lowe
El martes 11 de febrero, una prostituta de 43 años, Margaret Florence Loew (también conocida como Pearl), fue asesinada en su apartamento en Gosfield Street, Marylebone. Había sido estrangulada con una media de seda y su cuerpo estaba mutilado con una variedad de instrumentos incluyendo una hoja de afeitar, un cuchillo y un candelabro. El patólogo Bernard Spilsbury, después de ver sus heridas comentó que eran "bastante terribles" y que el asesinato era de un "loco salvaje sexual".

### Doris Jouannet
El miércoles 12 de febrero de 1942, Doris Jouannet de 32 años (también conocida como Doris Robson) fue asesinada en la planta baja, que compartía con su esposo. Había sido estrangulada con una bufanda y su cuerpo desnudo estaba mutilado sexualmente. Fue en este punto que los diarios comenzaron a describir al asesino como Blackout Ripper (Destripador de la Oscuridad), en referencia a las similitudes con Jack el Destripador.

### Greta Hayward
El viernes 14 de febrero de 1942, Greta Hayward fue atacada en una puerta cerca de Piccadilly Circus por un hombre en uniforme RAF que se había insinuado sexualmente pero que ella rechazó. Se las arregló para escapar mientras su atacante fue interrumpido por la llegada de un repartidor. El atacante huyó.

### Sra. Mulchay
Poco después del ataque hacia Greta Hayward hubo otro ataque. La Sra. Mulcahy, una prostituta (también conocida como Kathleen King), fue atacada por un cliente en su apartamento cerca de la Estación de tren de Paddington. Se las arregló para defenderse de su atacante, quien le dio £5 extra antes de huir dejando su cinturón.

## Detención y juicio
Cuando Cummins fue interrumpido por el repartidor durante el ataque hacia Greta Hayward, dejó atrás su máscara de gas. Esta máscara contenía el número de servicio 525987 a un lado, idenfiticándolo como Cummins.
Cummins no tenía ni antecedentes penales ni un historial de violencia. Fue arrestado el 16 de febrero y sus cuarteles encontraron en su poder varios elementos pertenecientes a las víctimas. Sus huellas dactilares fueron encontradas en dos de los apartamentos donde los asesinatos tuvieron lugar, y sus huellas también coincidían con aquellas encontradas en el abrelatas que se utilizó para mutilar a Evelyn Oatley.
El juicio de Cummins por el asesinato de Evelyn Oatley comenzó el 27 de abril de 1942 en el Old Bailey. Las evidencias contra Cummins eran concluyentes y, después de un día de juicio, el jurado tardó solo 35 minutos en encontrarlo culpable de asesinato. Fue sentenciado a muerte en la horca y fue ejecutado el 25 de junio de 1942 en Wandsworth Prison, durante un ataque aéreo. 
Scotland Yard más tarde comunicó que Cummin había asesinado a dos mujeres durante los ataques aéreos en Londres en octubre de 1941. 